# Lamberto Pigini
Don Lamberto Pigini (Castelfidardo, 11 gennaio 1924 – Civitanova Marche, 6 gennaio 2021) è stato un presbitero e imprenditore italiano, fratello di Oliviero Pigini.

## Biografia

### Infanzia e giovinezza
Lamberto Pigini nasce a Castelfidardo, nella frazione delle Crocette, da Alfredo Pigini e Assunta Patrignani. Alfredo è un fattore e amministra i terreni della famiglia De Bosis (nobili del territorio) mentre Assunta proviene da una famiglia benestante dedita al commercio di stoffe. La coppia ha due figli: Oliviero (1922) e Lamberto (1924). Dopo aver frequentato le scuole elementari a Castelfidardo, Lamberto Pigini entra in seminario a Fano nel 1939, consegue la maturità classica con specializzazione in Filosofia e Teologia e poi in Sociologia. Viene ordinato sacerdote nel 1949 e come primo incarico ottiene il ruolo di vicerettore del Seminario di Recanati.

### Don Lamberto sacerdote: l'impegno coi giovani e nell'ACLI

Don Lamberto Pigini durante la celebrazione della prima Messa (1949)

Il sacerdozio di don Lamberto Pigini si distingue subito per una grande attenzione verso i giovani: dopo aver educato i seminaristi a Recanati, don Pigini si impegna nell'organizzazione dei "campi scuola", ovvero delle colonie estive sui monti Sibillini riservate ai ragazzi di Recanati e Castelfidardo, al tempo unite nella Diocesi di Recanati. I campi scuola rappresentavano un modo di offrire ai ragazzi dei momenti di svago ma anche di riflessione spirituale, diventando addirittura decisivi per la vita di alcuni di questi: Monsignor Giuseppe Orlandoni, divenuto poi vescovo nel 1997, ha ammesso di aver deciso di intraprendere la via sacerdotale proprio per alcuni momenti indimenticabili vissuti in quelle occasioni. Molto importante è anche la dedizione che don Pigini ha profuso nell'apertura di molteplici circoli ACLI tra Castelfidardo e Recanati. In particolare, l'ACLI di San Domenico a Recanati negli anni sarà luogo di incontro e dibattito della futura classe dirigente cittadina proveniente dalla Democrazia Cristiana: Luigi Flamini (Sindaco di Recanati negli anni '50), Franco Foschi (Sindaco di Recanati e Ministro del Lavoro), Bruno Pancotto e molti altri sono tutti frequentatori del circolo guidato da don Lamberto Pigini durante la loro adolescenza.

### La riqualificazione professionale: l'OSFIN
Il 1956 è un anno di svolta per don Pigini: Castelfidardo è travolta dalla crisi della fisarmonica, uno strumento musicale che aveva visto nella città una vera e propria capitale produttiva, messa in ginocchio dalla contrazione delle vendite e dalla chiusura di molte grandi aziende del settore. Essendo viceparroco della Chiesa Collegiata di Santo Stefano, don Pigini apprende della difficoltà di molte famiglie e cerca di risolvere il problema. Attiva così l'OSFIN - Opera San Filippo Neri, un ente riservato alla formazione e alla riqualificazione professionale: in poco tempo, sorgeranno più di 33 sedi distribuite tra Emilia-Romagna, Marche, Abruzzo, Lazio, Campania e Puglia, dove i giovani potevano apprendere un lavoro. Si trattava del secondo ente per la formazione professionale in Italia del tempo, dopo i Salesiani. Il passaggio della formazione professionale alle competenze delle Regioni comporta la cessione dell'OSFIN al CNIPA nel 1976.

### L'Euroschool - La Giocoscuola
Parallelamente all'attività dell'OSFIN, don Lamberto Pigini dà vita anche all'Euroschool - La Giocoscuola, una scuola privata di lingua inglese riservata ai bambini sin dai 4 anni di età. La particolarità della scuola stava nel metodo della ludodidattica, suggerito dal linguista prof. Renzo Titone, per cui i bambini iscritti all'Euroschool apprendevano l'inglese partecipando a giochi didattici, colorando disegni, cantando o leggendo riviste e fumetti. L'iniziativa incontra immediatamente il favore del pubblico, tanto che a metà degli anni '70 le sedi Euroschool diffuse in tutta Italia contavano 30 000 studenti, 1 000 classi e 150 insegnanti. L'inserimento della lingua inglese tra le materie curricolari ha ridotto drasticamente il numero di iscritti, ma non ha posto una fine all'impegno di don Pigini e dei suoi collaboratori nell'insegnamento delle lingue straniere.

### Don Pigini nel mondo dell'impresa: la ELI e la Tecnostampa

Don Lamberto Pigini sfoglia alcuni prodotti del catalogo ELI

Nel 1972, per stampare con le proprie risorse il materiale necessario all'Euroschool, don Lamberto Pigini fonda la Tecnostampa, azienda grafica che negli anni si espanderà fino a diventare una delle principali del Centro-Sud Italia. I primi soci sono Pietro Canullo e Giuseppe Casali, collaboratori di don Pigini che ancora oggi sono parte integrante dell'azienda. L'Euroschool, nel 1977, si trasforma in ELI, acronimo di European Language Institute, una casa editrice scolastica. I primi prodotti consistono in riviste periodiche in lingua inglese e francese, poi la produzione comprenderà nelle riviste sempre più lingue oltre a corsi di lingua per le scuole elementari e superiori e materiale didattico di supporto all'apprendimento. Si arriva negli anni ad avere un catalogo molto ricco che viene oggi promosso dal Gruppo Editoriale ELi (comprendente ELI, La Spiga, PLAN, EBF - Bulgarini, Principato e Cetem): corsi didattici per tutte le materie, dalla scuola primaria alle superiori e produzione linguistica in inglese, francese, spagnolo, tedesco, russo, cinese, italiano L2 e latino. Proprio il latino porterà alla notorietà internazionale la ELI: don Pigini infatti ottiene dalla Disney i diritti per la pubblicazione delle storie di Topolino, Paperino e zio Paperone in latino. Nascono così Michael Musculus, Donaldus Anas e Scrugulus Anas, che salgono alla ribalta fino a diventare oggetto di interviste di prestigiosi giornali come il New York Times.

Don Lamberto Pigini intervistato da Raffaella Carrà sui fumetti Disney in Latino

### La EKO
Nel 1987, vent'anni dopo la scomparsa del fratello Oliviero, don Lamberto Pigini partecipa all'asta del marchio della storica azienda di chitarre e ne acquista la proprietà. Dopo aver rimesso in piedi la struttura societaria e averla affidata a collaboratori di sua spiccata fiducia, la EKO torna a rivivere i fasti di un tempo, affermandosi negli anni come prima azienda italiana nel settore degli strumenti musicali, ottenendo i diritti sulla distribuzione di marchi di fama internazionale come Marshall e Korg.

### La Rainbow
Nel 1994, don Lamberto Pigini è socio fondatore della Rainbow insieme a Iginio Straffi e Giuseppe Casali. La mente creativa di Straffi produrrà, negli anni, successi straordinari nel campo dell'animazione, come Tommy & Oscar, Prezzemolo ma soprattutto le Winx, che hanno portato lo studio d'animazione ai vertici mondiali. Straffi in più interviste ricorda come senza l'iniziale fiducia di don Pigini sarebbe stato impossibile centrare i successi che la Rainbow ha ottenuto in quegli anni.

### La RotoPress e altre iniziative imprenditoriali di don Lamberto Pigini
Nel 2002 don Lamberto Pigini fonda, con le società del Pigini Group e la Monrif, la RotoPress, rotativa impegnata nella stampa delle edizioni locali de Il Resto del Carlino. Negli anni, la RotoPress si distinguerà come azienda fortemente innovativa, ottenendo riconoscimenti di livello come il premio dell'Unioncamere di Roma nel 2005 consegnato dal Presidente del Senato Marcello Pera: la particolarità dell'azienda stava sostanzialmente nella capacità di generare stampe commerciali, free press e quotidiani da un'unica linea produttiva, restando in attività ventiquattro ore al giorno. I primi anni 2000 vedono una crescente attività imprenditoriale del Pigini Group: nasce la Tridimensional (2004), casa editrice per il mercato edicola; viene rilevata la Grafiche Flaminia (2005) per la rilegatura e la produzione di cartonati; vengono fondate la Teknocolor (società di servizi pre-press) e la Airone (agenzia di comunicazione).

### Il Campus l'Infinito
Nel 2013 don Pigini dà vita al Campus L'Infinito, una scuola di italiano per stranieri, con sede a Recanati, che fornisce corsi di lingua, gite didattiche e ospitalità secondo il modello dell'albergo diffuso a studenti di ogni parte del mondo. Grazie alla collaborazione con la Scuola di italiano per stranieri "Dante Alighieri" di Camerino, trasferitasi a Recanati dopo il sisma del 2016, il Campus ha raggiunto picchi di oltre 2 000 studenti all'anno.

### Gli ultimi anni
Contemporaneamente all'attività imprenditoriale, don Lamberto ha sempre mantenuto vivo il suo impegno sacerdotale e di divulgazione del Vangelo: oltre ad aver celebrato a lungo la messa mattutina nella Chiesa di San Domenico a Recanati, è stato consulente ecclesiastico dei circoli UCID delle Marche, nonché Presidente dell'Ente Rassegne Musicali di Musica Sacra a Loreto dal 2009 al 2014, quando lasciò l'incarico per sopraggiunti limiti d'età (90 anni). Il 6 gennaio 2021 è deceduto per un infarto durante alcuni accertamenti medici.

## Riconoscimenti
- 2007 - Premio nazionale "Gentile da Fabriano".
- 2008 - Premio Capri - S. Michele Sezione "Premio Giovanni Battista Bottiglieri".
- 2010 - Civica Benemerenza del Comune di Loreto.
- 2012 - Civica Benemerenza del Comune di Recanati.
- 2013 - Marchigiano dell'Anno Ce.S.Ma. (Centro Studi Marche "Giuseppe Giunchi").
- 2014 - Civica Benemerenza del Comune di Castelfidardo.
- 2021 - Premio "Bruno Regini - Cultura della solidarietà"  ACLI Marche (alla memoria).